# Elisabeth Glanzmann
Elisabeth «Lisbeth» Glanzmann (* 1966) ist eine ehemalige Schweizer Skilangläuferin.

## Werdegang
Glanzmann, die für den SC Marbach startete, trat national erstmals in der Saison 1982/83 in Erscheinung. Dabei wurde sie Zweite über 7,5 km beim Björnstad-Lauf in Schwarzenbühl. In den folgenden Jahren errang sie bei den Schweizer Meisterschaften 1984 den achten Platz über 20 km und den sechsten Platz mit der Staffel, bei den Schweizer Meisterschaften 1985 in Einsiedeln den zehnten Platz über 10 km und bei den Schweizer Meisterschaften 1986 in Trun den zehnten Platz über 5 km und den achten Platz über 10 km. In der Saison 1986/87 siegte sie in Furtwangen mit der Schweizer Staffel sowie über 10 km beim Alpencup in Rogla und belegte in Le Revard den zweiten Platz mit der Staffel und beim Zermatter Nachtlanglauf den zweiten Platz zusammen mit Marianne Irniger im Team. Bei den Schweizer Meisterschaften 1987 in Blonay kam sie auf den neunten Platz über 5 km klassisch und auf den vierten Rang über 20 km Freistil und wurde daraufhin für die nordischen Skiweltmeisterschaften 1987 in Oberstdorf nominiert. Dabei belegte sie den 40. Platz über 20 km Freistil und den 25. Rang über 5 km klassisch. Im März 1987 wurde sie Zweite beim Engadin Skimarathon. Nach Platz drei über 6 km in Pontresina zu Beginn der Saison 1987/88 holte sie bei den Schweizer Meisterschaften in Sparenmoos Bronze mit der Staffel. Zudem errang sie dort den siebten Platz über 10 km klassisch und den fünften Platz über 20 km Freistil und wurde nicht für die Olympischen Winterspiele 1988 in Calgary nominiert. In der Saison 1988/89 gewann sie bei den Schweizer Meisterschaften 1989 erneut Bronze mit der Staffel und belegte bei den nordischen Skiweltmeisterschaften 1989 in Lahti den 44. Platz über 10 km Freistil und den 41. Rang über 30 km Freistil. Nach der Saison 1988/89 beendete sie ihre internationale Karriere. In den folgenden Jahren nahm sie noch an nationalen Rennen teil. Dabei gewann sie 1989, 1991 und 1992 den Gommerlauf.
Ihr Bruder Fredy Glanzmann war in der Nordischen Kombination aktiv.